# Leptostylus calcarius
Leptostylus calcarius är en skalbaggsart som beskrevs av Louis Alexandre Auguste Chevrolat 1862. Leptostylus calcarius ingår i släktet Leptostylus och familjen långhorningar.
Artens utbredningsområde är Kuba. Inga underarter finns listade i Catalogue of Life.